# Davidstorpasjön
Davidstorpasjön är en sjö i Nässjö kommun i Småland och ingår i Lagans huvudavrinningsområde. Sjön är 8,5 meter djup, har en yta på 1,41 kvadratkilometer och är belägen 318 meter över havet. Vid provfiske har bland annat abborre, gädda, löja och mört fångats i sjön.

## Delavrinningsområde
Davidstorpasjön ingår i det delavrinningsområde (637856-142639) som SMHI kallar för Utloppet av Davidstorpasjön. Avrinningsområdets medelhöjd är 329 meter över havet och ytan är 5,95 kvadratkilometer. Det finns inga delavrinningsområden uppströms utan avrinningsområdet är högsta punkten. Vattendraget som avvattnar avrinningsområdet har biflödesordning 3, vilket innebär att vattnet flödar genom totalt 3 vattendrag innan det når havet efter 253 kilometer. Delavrinningsområdet består mestadels av skog (47 procent) och jordbruk (11 procent). Avrinningsområdet har 1,41 kvadratkilometer vattenytor vilket ger det en sjöprocent på 23,7 procent.

## Fisk
Vid provfiske har följande fisk fångats i sjön:
- Abborre
- Gädda
- Löja
- Mört
- Sik
- Siklöja